# Antonio Román Navarro Fuillerat
Antonio Román Navarro Fuillerat, més conegut com a Antoñito, és un futbolista andalús, nascut a San José de la Rinconada, el 20 de febrer de 1981. Ocupa la posició de migcampista.

## Trajectòria
Destaca als equips inferiors del Reial Betis. Amb el juvenil, va guanyar la Copa del Rei de la categoria. A la temporada 03/04 debuta amb el primer equip a la màxima divisió, en partit contra el RCD Mallorca.
No continua al Betis i marxa al filial del Llevant UE, amb qui disputa 22 partits de Segona B. El 2006 fitxa pel CD Badajoz. La temporada 09/10 milita al modest San José, de la regional andalusa.